# Lamine Capi Kamara
Pour les articles homonymes, voir Kamara.
Lamine Capi Kamara (né en 1940) est un écrivain, romancier et essayiste guinéen.

## Biographie
Lamine Kamara exerce d'abord le métier d'enseignant. En 1987, il devient Secrétaire général de la Commission nationale guinéenne pour l'UNESCO,.

## Œuvres
- 1991: Safrin ou Le Duel au fouet, Présence africaine
- 2012: Guinée: sous les verrous de la révolution, L'Harmattan (essai)
- 2012: Les Racines de l'avenir: réflexion sur la Première République de Guinée, L'Harmattan (essai)
- 2019: Mariame Waraba: ou le destin d'une femme; précédé de L'homme, L'Harmattan
- 2022: L’ex-ministre : de l’envers à l’endroit de la politique, Harmattan Guinee[3].
- 2022: Ethnies, partis politiques et cohésion nationale, Harmattan Guinée[4]
- 2023: Notoughol ou l'épreuve de virginité, L'Harmattan[5].

## Dans la culture

### Cinéma
- 2025 : Lamine Kapi Camara : l’homme et son destin par CBC Worldwide Communication & Production Company[6].

## Prix et reconnaissances
- 2024 ː Trésor humain vivant de la Guinée par le Centre d’Innovation et de Recherche pour le Développement (CIRD)[7].